# Eugénie Le Brun
Pour les articles homonymes, voir Le Brun.
Eugénie Le Brun, née en 1873 à Paris et décédée le 16 octobre 1908 au Caire, est une féministe égyptienne d'origine française.

## Biographie

### Premières années
Le Brun grandit dans une famille de la classe moyenne supérieure, jouissant d'une grande réputation dans la société française, étant apparentée à Jean-Baptiste-Pierre Le Brun, célèbre marchand d'art, et des peintres Élisabeth Vigée Le Brun, Eugénie Tripier Le Franc et Charles Le Brun. La famille n'a pas de sécurité financière. La future place de Le Brun dans la société semblera entièrement dictée par la position de son futur mari. Elle est bien éduquée et participe activement à la vie intellectuelle de l'élite française.
À la fin de son adolescence, Le Brun rencontre un grand propriétaire foncier égyptien, Hussein Roshdy Pasha, pendant le séjour de ce dernier en France. Rushdi est d'une riche famille d'origine turque au Caire et envoyé à l'étranger pour poursuivre ses études à Genève et plus tard en France. Elle demande avec passion l'approbation de son famille pour l'épouser. Malgré quelques réticences initiales, car il était étranger et de religion différente, Eugénie obtient l'approbation grâce à la fortune de son prétendant et épouse quelques mois plus tard Rushdi. Après que Rushdi termine ses études en France, Le Brun le suit au Caire en 1892. L'homme occupe une série de postes importants au sein du gouvernement colonial égyptien jusqu'à devenir Premier ministre égyptien de 1914 à 1917.

### Féminisme
Après avoir entrepris les études religieuses requises, Le Brun se convertit à l'islam. Elle fait valoir que grâce à une étude minutieuse du Coran et contrairement à la croyance populaire occidentale, l'islam pourrait être une force libérale alternative et accorder aux femmes de nombreux droits importants. Elle s'intéresse à la justice islamique pour les femmes et assiste souvent aux procédures judiciaires islamiques. Les abus perçus des droits matrimoniaux des femmes dont Le Brun est témoin dans les décisions des juges seront plus tard le thème principal de son livre de 1902, Harems et musulmanes, lettres d'Égypte, publié sous le nom de Riya Salima. Elle tente de souligner la distinction entre l’islam en tant que religion et les distorsions que les établissements religieux corrompus et les personnalités puissantes y ont introduites.
Le Brun soutient en outre que de nombreuses pratiques égyptiennes communément attribuées à l'islam ne sont en réalité que de simples conventions sociales,. Plus précisément, elle est d'avis que le port du voile sur le visage et l'isolement des femmes ne sont pas exigés par l'islam. Ayant fait l’expérience du mode de vie du harem lors de son déménagement au Caire, Le Brun pense que la volonté des autorités occidentales de mettre fin à cette pratique est erronée et révèle plutôt un système social plus large qui exclut les femmes des classes supérieures de la sphère publique. Selon elle, la politique occidentale « confond ce qui était simplement la partie de la maison où les femmes et les enfants menaient leur vie quotidienne… [les femmes] négocient leurs places parmi les options qui s’offrent à [elles] selon des modalités tempérées par leur degré d’accès aux ressources et aux privilèges. ».
Le Brun pense que la meilleure façon de négocier la séparation entre la sphère publique et la sphère privée passe par les activités intellectuelles. À ce titre, elle accueille le principal salon hebdomadaire pour les femmes dans sa maison en Égypte à partir du milieu des années 1890. Bien que principalement axés sur le discours littéraire, les sujets du salon abordent fréquemment des sujets politiques. Selon Le Brun, les sujets vont du féminisme, du cinématographe, de la naïveté des Américains, de la révolte des Boxers, de l'interprétation des rêves, à Karl Marx.
En plus des réunions hebdomadaires dans les salons, Le Brun plaide également pour l'éducation des femmes. Dans ses écrits, elle déplore ce qu'elle perçoit comme un illettrisme et un défaut de culture des femmes égyptiennes musulmanes –perspective qui, ultérieurement, a pu être critiqué comme un stéréotype condescendant. Elle soutient que même si le premier devoir d'une femme est envers sa famille, elle peut mieux s'acquitter de ce devoir si elle est bien éduquée. Dans Les Répudiées, livre publié en 1908, sous le nom de Niya Salîma, Le Brun plaide en faveur de la nécessité d'éduquer les femmes pauvres ainsi que les élites. Plus précisément, Le Brun étudie la vie des femmes qui sont chefs de famille autonomes en raison de l’absence du mari. Après être devenues veuves ou simplement abandonnées par leur mari, Le Brun constate que la plupart des femmes pauvres n'ont pas de réseau social sur lequel s'appuyer et doivent plutôt travailler. Elle soutient qu'il est du devoir moral de la société de fournir une éducation à toutes les femmes.

### Amitié avec Huda Sharawi
Le Brun entretient une amitié étroite avec la féministe et nationaliste égyptienne Huda Sharawi. Sharawi fréquente les salons organisés par Le Brun dans les années 1880 où l'on discute de pratiques sociales telles que le port du voile. Le Brun convainc Sharawi que le voile fait obstacle à l'avancement des femmes égyptiennes, ce qui conduit Sharawi à se dévoiler en public plus tard. Sharawi considère également Le Brun comme une mentor inestimable ayant un effet durable sur son développement intellectuel et est influencée par elle, notamment pendant une crise conjugale. Après la mort de Le Brun en 1908, Sharawi écrit dans ses mémoires :
« J'en étais venu à compter énormément sur ses bons conseils, mais même après sa mort, j'ai senti son esprit éclairer le chemin devant moi. Quand j'étais sur le point de me lancer dans quelque chose, je m'arrêtais souvent pour me demander ce qu'elle penserait, et si je sentais son approbation, je continuerais. ». Sharawi tombe en dépression, vient à Paris et vit comme une Parisienne.